# Matěj Pecháček
Matěj Pecháček, též Matyáš Pecháček (7. února 1817 Starý Šaldorf – 31. července 1896 Uherský Brod), byl rakouský politik české národnosti z Moravy; poslanec Moravského zemského sněmu a starosta Uherského Brodu.

## Biografie
Narodil se ve Starém Šaldorfu u Znojma. Studoval ve Znojmě a následně se přestěhoval do Uherského Brodu. Zde zakoupil za 5900 zlatých měšťanský dům čp. 138 na Dolním náměstí po Tobiáši Pauspartlovi z Drachenthalu. Patřila mu místní lékárna U zlatého pelikána. Působil jako lékárník. Byl orientován jako český vlastenec. V období let 1861–1870 a 1890–1893 byl starostou Uherského Brodu. Během jeho působení došlo k zavedení česko-německého úřadování na radnici. Byl aktivní v českých spolcích jako beseda či záložna nebo v školské radě. A patřil mezi hlavní postavy českého tábora v Uherském Brodu. V jeho prvním funkčním období byly ještě ovšem národnostní poměry ve městě nevyhraněné a vliv si držela proněmecká vrstva bohatého měšťanstva, která trvale české radnici oponovala. Po vleklých střetech roku 1870 Pecháček nepřijal funkci starosty a uvolnil tím cestu německému bloku, takže po Pecháčkovi roku 1870 nastoupil do starostenské funkce Ludwig Brix. Teprve v druhém Pecháčkově funkčním období od roku 1890 již v Brodě plně převádlo české národní hnutí. Ke zvolení tehdy Pecháčkovi gratulovali František Ladislav Rieger i Alois Pražák.
V 60. letech se zapojil i do vysoké politiky. V doplňovacích zemských volbách 6. dubna 1865 byl zvolen na Moravský zemský sněm, za kurii venkovských obcí, obvod Uherský Brod, Valašské Klobouky, Vizovice. Mandát obhájil i v zemských volbách v lednu 1867, nyní za kurii měst, obvod Uherský Brod, Valašské Klobouky, Vizovice, Zlín, i v krátce poté konaných zemských volbách v březnu 1867. V doplňovacích volbách roku 1865 byl kandidátem Moravské národní strany (staročeské). Ovšem ve volbách v lednu 1867 oficiálním kandidátem Národní strany nebyl (byl jím jistý Falber). Kandidoval neúspěšně i v zemských volbách v roce 1878, ale porazil ho Ludwig Brix. Pecháček se tehdy uváděl jako federalistický kandidát (Národní strana, staročeská).
Zemřel na stařeckou sešlost ve věku 79 let v červenci 1896.